# Mike Penberthy
Michael D. Penberthy (ur. 29 listopada 1974 w Los Gatos) – amerykański koszykarz, występujący na pozycji rozgrywającego, mistrz NBA z 2001 roku, po zakończeniu kariery sportowej trener koszykarski.

## Osiągnięcia
College
- Zaliczony do I składu NAIA All-American (1996, 1997)

NBA
- Mistrz NBA (2001)[1]

Inne
- Wicemistrz Niemiec (2006)
- Zdobywca pucharu Niemiec (2006)
- Zaliczony do I składu ligi niemieckiej (2006)

Trenerskie
- Mistrzostwo NBA (2020 jako asystent trenera)